# Eritropoiesi
L'eritropoiesi è il processo di formazione dei globuli rossi attraverso una serie di elementi cellulari immaturi (serie eritroblastica). L'eritropoiesi inizia nell'embrione durante la terza settimana di gestazione, a livello del sacco vitellino. A partire dalla quarta settimana comincia l'eritropoiesi nel fegato, che diventa predominante alla fine del secondo mese. A partire dal quinto mese inizia a livello del midollo osseo, sede che diventa predominante alla fine della gestazione; questa sede resta l'unica nell'adulto.

## Descrizione
Mediamente il tempo necessario perché un proeritroblasto maturi fino allo stadio di reticolocita è di 7 giorni, durante i quali avvengono una serie di trasformazioni morfologiche nelle cellule precursori degli eritrociti, che al termine del processo diventeranno globuli rossi.
Nel primo stadio della eritropoiesi le cellule precursori vengono chiamate proeritroblasti: esse hanno un diametro di circa 15-19 micron, un nucleo eucromatico e un citoplasma basofilo per via della presenza di numerosi poliribosomi. La divisione cellulare (mitosi) avviene numerose volte in questo stadio; l'eritropoietina non è necessaria in questo stadio per il completamento del processo.
Nel secondo stadio i proeritroblasti diventano eritroblasti basofili: rispetto allo stadio precedente, le dimensioni cellulari diminuiscono e la cromatina è molto addensata; il citoplasma è ancora molto basofilo e la cellula va ancora incontro a intense divisioni mitotiche. I recettori per la transferrina vengono espressi.
Nel terzo stadio le cellule precursori diventano eritroblasti policromatici, in quanto il citoplasma presenta colorazione mista; rispetto allo stadio precedente, le dimensioni del nucleo diminuiscono, la cromatina è ancora più addensata, scompare l'apparato di Golgi e il nucleolo non è più visibile.
Nel quarto stadio le cellule precursori diventano eritroblasti ortocromatici, caratterizzati da un nucleo piccolo ed eterocromatico, da citoplasma acidofilo per l'accumulo di emoglobina e da assenza di mitosi.
Nel quinto stadio le cellule precursori diventano reticolociti in quanto in queste cellule è presente un reticolo dovuto alla precipitazione dei ribosomi causata dal colorante blu-cresile-brillante: essi sono globuli rossi immaturi, infatti sono ancora presenti ribosomi. Il nucleo è stato estruso dalla cellula e fagocitato da cellule specializzate dell'isolotto eritroblastico-macrofagico.
Alla fine del processo il nucleo viene espulso dalla cellula e si formano i globuli rossi; i nuclei espulsi vengono fagocitati dall'isolotto eritroblastico che avvolge i vari eritroblasti. L'isolotto eritroblastico inoltre cede ai precursori ferritina, proteina essenziale per la sintesi di eme.
L'eritropoiesi viene regolata da vari meccanismi di controllo che fanno sì che avvenga una costante dismissione in circolo di nuovi elementi maturi che sostituiscano i vecchi globuli rossi fagocitati dai macrofagi. L'eritropoietina (EPO) è uno di questi meccanismi di controllo: essa stimola la produzione di globuli rossi quando c'è carenza di ossigeno (per esempio in alta montagna).